# 스마트 TV

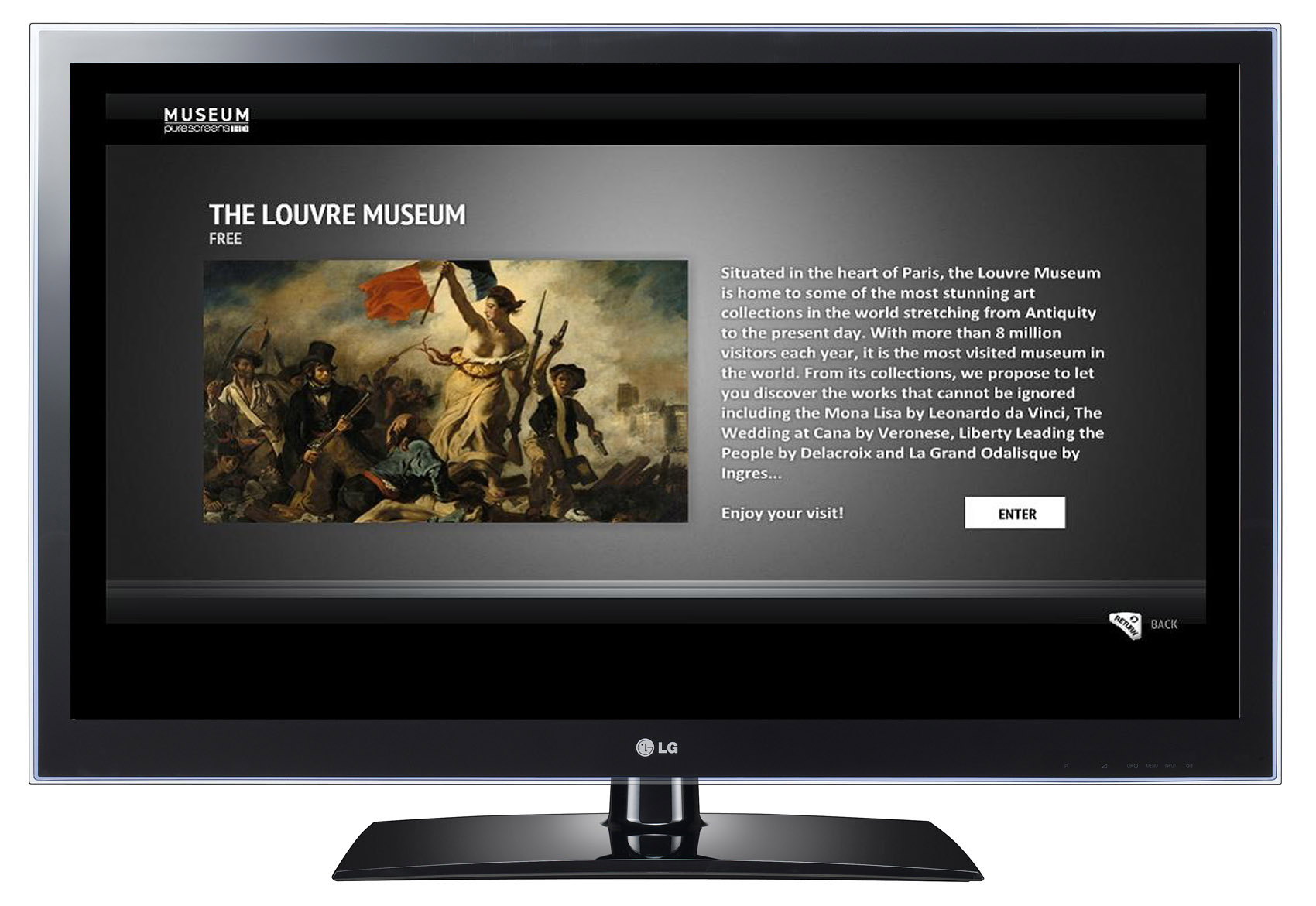
스마트 TV

스마트 TV(영어: smart TV, connected TV, hybrid TV)란 TV와 휴대폰, PC 등 3개 스크린을 자유자재로 넘나들면서 데이터의 끊김 없이 동영상을 볼 수 있는 TV를 말한다. 인터넷 TV 또는 커넥티드 TV 라고도 불린다. 스마트 TV는 콘텐츠를 인터넷에서 실시간으로 내려받아 볼 수 있고, 뉴스∙날씨∙이메일 등을 바로 확인할 수 있는 커뮤니케이션 센터의 역할을 한다.
이제 TV는 기존에 보는 것만으로 끝나는 것이 아닌 부가적인 기능을 추가하여 여러 가지 일들을 TV 하나로 할 수 있게끔 하고 있다.
즉, TV에 인터넷 접속 기능을 결합, 각종 앱을 설치해 웹 서핑 및 VOD 시청, 소셜 네트워크 서비스, 게임 등의 다양한 기능을 활용할 수 있는 다기능 TV이다.
기존 TV에 PC의 기능을 더했다 하여 한 때는 하이브리드 TV라 부르기도 했지만, 2010년경부터 스마트폰이 크게 유행하면서 덩달아 스마트TV라는 명칭 역시 보편적으로 자리 잡기 시작했다.

## 같이 보기
- 홈 시어터 PC
- 크롬캐스트